# شرکت گاز استان فارس
منطقه ۵ گازرسانی شرکت ملی گاز ایران در سال ۱۳۴۲ ه‍.ش با سرپرستی استان‌های فارس، بوشهر، کهگیلویه و بویراحمد، کرمان با مرکزیت شهر شیراز شروع به فعالیت نمود. پس از تجزیه منطقه ۵ در سال ۱۳۷۷ به منطقه ۵ خطوط لوله و مخابرات و شرکت گاز استان فارس و استقلال استان کرمان، شرکت گاز استان فارس تأسیس شد. پس از آن نیز به ترتیب استانهای کهگیلویه و بویراحمد و بوشهر مستقل شده و محدوده فعالیت شرکت به استان فارس محدود گردید. نظر به گازرسانی از پالایشگاه گازی بید بلند به مجتمع پتروشیمی شیراز، شیراز یکی از اولین شهرهای گازرسانی شده در ایران بوده‌است. همچنین روستای گویم اولین روستای گازرسانی شده در ایران است. هم‌اکنون حدود ۳۲۰۰۰ کیلومتر خطوط گازرسانی در استان فارس تأمین کننده انرژی موردنیاز در بخشهای صنعت، تجارت و مصارف خانگی است. تاکنون ۱۲۵ شهر و بیش از ۲۳۰۰ روستا در استان فارس گازرسانی شده و بیش از ۷۰۰۰ صنعت به همراه ۱۳۲ جایگاه CNG از گاز طبیعی بهره‌مند شده‌اند. شرکت گاز استان فارس یک میلیون و هشتصد هزار مشترک دارد.

## اسامی اشتباه
به سبب اسم قبلی ' شرکت ملی گاز ایران - منطقه ۵ گازرسانی' و ملی بودن شرکت مادر گاه این شرکت به اسامی زیر نیز نشناخته می‌شود که همگی غیررسمی و اشتباه می‌باشد.
- شرکت ملی گاز فارس
- شرکت گاز فارس
- شرکت ملی گاز شیراز

## حذف قبض کاغذی
از پایان آذرماه سال ۱۳۹۸ دیگر قبض کاغذی صادر نخواهد شد. در راستای کاهش هزینه و عدم مصرف کاغذ صورت‌حساب مشترکین توسط پیامک به مصرف‌کننده اطلاع داده خواهد شد.

## ذینفعان
1. شرکت ملی گاز ایران
2. مشتریان
3. پیمانکاران
4. کارکنان